# Del Amitri
Del Amitri — шотландская гитарная поп-рок-группа, образованная в Глазго в 1983 году.
Основой для Del Amitri послужила школьная группа, возглавляемая Джастином Кёрри, в которой играли учащиеся Jordanhill College School. В первый состав группы вошли Кёрри (бас-гитара и вокал), Ян Харви (гитара), Брайан Толэнд (гитара) и Пол Тяги (ударные). Кёрри и Харви являются участниками всех составов группы, они также основные сочинители в группе.
Несмотря на то, что их довольно быстро узнали в Глазго и Джон Пил пригласил Del Amitri на своё шоу, настоящая популярность пришла только в 1985 году с выходом дебютного альбома.
Несмотря на то, что несколько альбомов попало в Top 10 Великобритании, группе так и не удалось отметиться в Top 10 UK Singles Chart, хотя им удалось однажды попасть в Top 10 Billboard Hot 100 в США.

## Дискография
- Del Amitri (май 1985)
- Waking Hours (июль 1989) — UK #6
- Change Everything (июнь 1992) — UK #2
- Twisted (февраль 1995) — UK #3
- Some Other Sucker’s Parade (июль 1997) — UK #6
- Hatful of Rain: The Best of Del Amitri (сентябрь 1998) — UK #5
- Lousy With Love: The B-Sides (сентябрь 1998)
- Can You Do Me Good? (апрель 2002) — UK #30
- Fatal Mistakes (апрель 2021) — UK #5